# Le Téméraire (S617)
Le Téméraire (S617) es un submarino nuclear de misiles balísticos de la clase Le Triomphant de la Marine Nationale en servicio desde 1999.
Asignado al servicio en 1999, el submarino fue equipado al inicio de su vida con el misil M45, que luego fue reemplazado por el M51.